# Біртал
Бірта́л (каз. Біртал) — село у складі Єсільського району Акмолинської області Казахстану. Входить до складу Інтернаціонального сільського округу.
Населення — 122 особи (2021; 230 у 2009, 472 у 1999, 529 у 1989).
Національний склад станом на 1989 рік:
- росіяни — 52 %.